# Stillahavstorsk
Stillahavstorsk (Gadus macrocephalus) är en art som tillhör torskfiskarna.
Utbredningsområdet ligger i norra Stilla havet. Fisken blir upp till en meter lång och väger upp till 20 kg. Den lever av kräftdjur, andra fiskar samt bläckfiskar.
Till skillnad från arten torsk är arten inte rödlistad, men antas ha en låg återhämtningsförmåga om den väl decimeras, men tack vare fiskens snabba tillväxt och tidiga könsmognad tål arten en relativt hög fiskekvot jämfört med andra fiskar.[källa behövs]

## Stillahavstorsk som livsmedel
Tack vare relativt kontrollerat fiske fiskas stillahavstorsken med en intensitet som troligtvis inte hotar bestånden på lång sikt. Liksom den torsk som finns i Sveriges vatten har stillahavstorsken magert kött, med bara 0,6% fett.